# Тарасов, Александр Васильевич
Алекса́ндр Васи́льевич Тара́сов (21 июля 1961, Свердловск) — советский фигурист, выступал на всесоюзном уровне на всём протяжении 1980-х годов. Четырёхкратный чемпион РСФСР в парном катании, серебряный призёр зимней Универсиады в Италии, обладатель серебряной медали на соревнованиях Trophée Lalique, мастер спорта международного класса. Также известен как тренер по фигурному катанию.

## Биография
Александр Тарасов родился 21 июля 1961 года в Свердловске. Первое время проходил подготовку в добровольном спортивном обществе «Труд» под руководством тренера Светланы Букреевой.
Начиная с сезона 1982/83 в течение нескольких последующих лет выступал в добровольном спортивном обществе «Буревестник» у тренеров Юлии и Ардо Ренник — в паре с фигуристкой Юлией Быстровой, которую впоследствии взял в жёны. В 1984 году они одержали победу на чемпионате РСФСР, выиграли международный турнир «Пражские коньки» в Чехословакии, тогда как на чемпионате СССР стали шестыми. В следующем сезоне Тарасов с Быстровой стали пятыми в зачёте всесоюзного первенства, завоевали серебряные медали на зимней Универсиаде в итальянском Беллуно, получили бронзу на международном турнире в Англии — за эти выдающиеся достижения по итогам сезона Александр Тарасов удостоен почётного звания «Мастер спорта СССР международного класса». В период 1986—1988 годов Тарасов и Быстрова неизменно становились чемпионами РСФСР, находились в десятке сильнейших пар фигуристов на всесоюзных первенствах. Одно из наиболее значимых достижений в этот период — второе место на международных соревнованиях Trophée Lalique во Франции. По окончании сезона 1987/88 они приняли решение завершить карьеру спортсменов.
Александр Тарасов имеет высшее образование, окончил Национальный государственный университет физической культуры, спорта и здоровья имени П. Ф. Лесгафта. После завершения спортивной карьеры занялся тренерской деятельностью, вместе с женой работает тренером-преподавателем в екатеринбургской Специализированной детско-юношеской спортивной школе № 8 «Локомотив». Подготовил многих талантливых фигуристов, в частности в разное время его учениками были Вера Базарова, Антон Киселёв, Анастасия Липунова,, Полина Ветошкина, Арсений Репкин, Александр Романовский, Вера Кремнева, Иван Павличенко, Вероника Токарева, Елизавета Жук, Егор Бритков, Екатерина Прибылова, Егор Никита Адмиралов, Алина Пепелева. Его сын Филипп Тарасов также является фигуристом, выступает за Азербайджан.
Занимал должность главного тренера парного катания сборной команды Свердловской области. Входит в тренерский совет Федерации фигурного катания на коньках Свердловской области.